# سیلویا پرز کروز

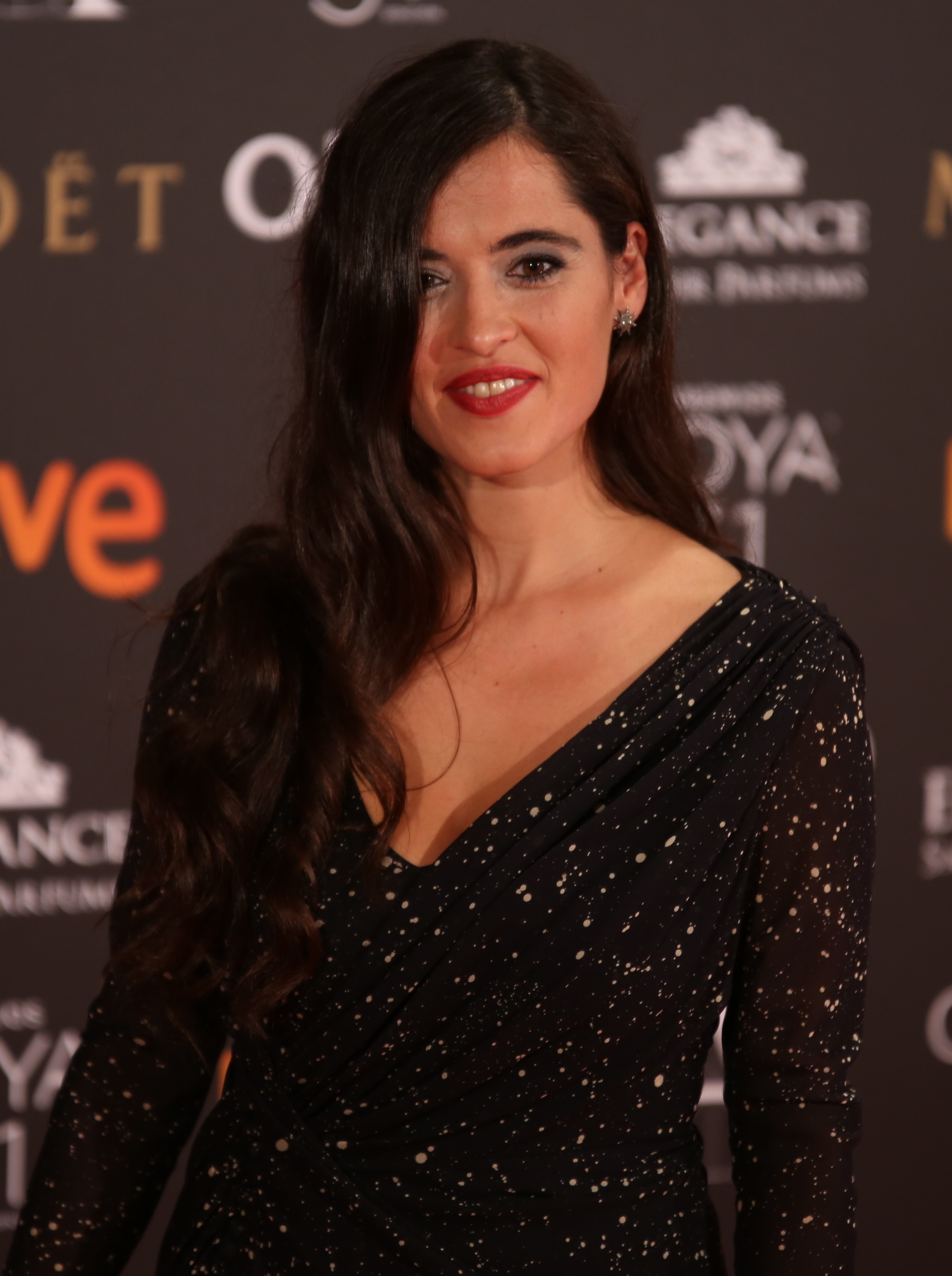

سیلویا پرز کروز (پالافروگل ، خیرونا، ۱۵ فوریه ۱۹۸۳) خواننده و ترانه‌سرای اسپانیایی در ژانرهای مختلف موسیقی است.
او از ۱۲ سالگی به همراه پدرش کاستور پرز کنسرت‌های مختلفی را اجرا می‌کرد. آنها با هم آلبوم Passeig per la memòria (2001) را ضبط کردند، در بهار ۲۰۱۰ تور کوبا را برگزار کردند و به عنوان مهمانان ویژه در Calella de Palafrugell Cantada de habaneras در سال ۲۰۱۰ شرکت کردند. آخرین کنسرت او در همان سال در Torroella de Montgrí بود. کارنامه او شامل ترانه‌هایی مانند " Alfonsina y el mar "، " 20 años "، "من می‌خواهم در هاوانا زندگی کنم" یا "من نارگیل را دوست ندارم" و… بود.
او از طریق آثارش برای تئاتر و سینما با بازیگرانی چون لوئیس هومار، آیتانا سانچز گیخون، ایرنه اسکولار، خوزه ماریا پو، ماریبل وردو، کونچا ولاسکو، مونتسرات کارولا، آنتونیو د لا توره، آنجلا مولینو ، آنتونیو د لا توره، آنژلا مولینوآپ ، ماساگو، آلبا فلورس و آدریانا اوزورس و دیگران همکاری داشته‌است. .